# Đổng Triệu Vinh
Đổng Triệu Vinh (phồn thể: 董兆榮; giản thể: 董兆荣; bính âm: Dōng Zhàoróng) thường được biết với tên 董浩雲, tiếng Trung: 董浩云; bính âm: Dōng Hàoyún, sinh ngày 18 tháng 8 âm lịch năm 1912; mất ngày 15 tháng 4 năm 1982), còn gọi là C. Y. Tung, là một doanh nhân tàu biển người Trung Quốc, là người sáng lập nên Orient Overseas Line (nay là Orient Overseas Container Line hoặc OOCL). Ông là cha của Đổng Kiến Hoa, là Trưởng Đặc khu Hành chính Hồng Kông thuộc nước Cộng hòa Nhân dân Trung Hoa.
Vào thời kỳ đỉnh cao sự nghiệp, ông sở hữu một đoàn tàu với hơn 150 tàu vận tải; lượng hàng hóa của đoàn tàu vượt hơn 10 triệu tấn. Ông là một trong 7 ông trùm tàu chở hàng của thế giới; ông thường được gọi là Onassis của Phương Đông.
Tung tin vào tầm quan trọng của giáo dục. Vào năm 1970, ông mua chiếc tàu khách nổi tiếng RMS Queen Elizabeth để chuyển nó thành đại học nổi S.S. Seawise University để giữ cho chương trình World Campus Afloat hoạt động. Vào ngày 9 tháng 1 năm 1972, con tàu bị cháy trong quá trình tân trang và chìm tại cảng Hồng Kông. Sự kiện chìm tàu này được nói đến trong một tập phim James Bond. Ông không từ bỏ kế hoạch vì sự thất bại này. Ông mua một tàu chở khách nhỏ hơn tên là Atlantic để hoàn thành kế hoạch. Ông hợp tác với nhiều trường đại học (ví dụ: Đại học Pittsburgh) để vận hành chương trình học trên biển với Viện Giáo dục trên tàu có tên là Học kỳ trên biển.
Về chính trị Tung phù hợp với chế độ Trung Quốc Quốc Dân Đảng của Trung Hoa Dân Quốc tại Đài Loan; và vì thế biểu tượng công ty OOCL là một hoa mận nở, là quốc hoa của Trung Hoa Dân Quốc. Sau khi ông qua đời, công ty OOCL vướng vào vấn đề tài chính, và chính phủ Cộng hòa Nhân dân Trung Hoa đã cứu công ty ra khỏi bờ vực phá sản. Điều này đã mở đường cho con trai của ông, Đổng Kiến Hoa, trở thành Trưởng Đặc khu Hành chính Hồng Kông thuộc nước Cộng hòa Nhân dân Trung Hoa vào năm 1997.